# 佩图埃尔环路站
佩图埃尔环路站（德語：U-Bahnhof Petuelring）是一座慕尼黑地铁3号线位于施瓦宾西的一座车站。